# (8004) 1987 RX
(8004) 1987 RX  es un asteroide del cinturón principal perteneciente al cinturón de asteroides, región del sistema solar que se encuentra entre las órbitas de Marte y Júpiter.
Fue descubierto el 12 de septiembre de 1987 por Henri Debehogne desde el Observatorio de La Silla.

## Designación y nombre
Designado provisionalmente como 1987 RX.

## Características orbitales
(8004) 1987 RX está situado a una distancia media del Sol de 3,172 ua, pudiendo alejarse hasta 3,961 ua y acercarse hasta 2,383 ua. Su excentricidad es 0,249 y la inclinación orbital 1,906 grados. Emplea 2063,46 días en completar una órbita alrededor del Sol.

## Características físicas
La magnitud absoluta de (8004) 1987 RX es 13,72. Tiene un diámetro de 8,648 km y su albedo geométrico es de 0.158.